# 特命武装検事・黒木豹介
『特命武装検事・黒木豹介』（とくめいぶそうけんじ・くろきひょうすけ）は、門田泰明の代表作であるアクション小説シリーズ。

## 概要
特命武装検事黒木豹介が日本はおろか世界・宇宙、更には過去にまで飛んで地球の平和を守る活躍を描いたアクション小説。映画の「007」シリーズの影響が強く、荒唐無稽な内容。ちなみに刑事が東京地検の特別捜査部の検察官になることや、検察官が拳銃を携行することなどは現実ではありえない。
シリーズ作品総売り上げ500万部を突破し、ファンの年齢層も広い（学生から大人まで）ベストセラーシリーズ。しかし内容の荒唐無稽さゆえに「トンデモ本の世界」にて『黒豹スペース・コンバット』がと学会の山本弘に紹介された。同書では門田のミスも指摘しているが、意図的に作られている可能性もある。
短編集「黒豹撃戦」がシリーズ第1作。講談社、光文社、祥伝社と3つの出版社からバラバラにシリーズ作品が刊行されたことがあったが、最終的に光文社文庫が「黒豹全集」という形でシリーズ全作品（2003年現在「黒豹撃戦」~「黒豹奪還」）を刊行。最近では徳間文庫が作品を新装出版している。

## 登場人物

### 主人公
黒木 豹介（くろき ひょうすけ）
国家安全委員会直轄の秘密捜査官。元警視庁の警部、33歳で東京地検特捜部の検事になり、38歳で国家秘密捜査官となる。
愛用銃：ベレッタM92FS（作品中で“ベレッタ・ダブルアクション25”と表記されているが、単に門田の知識不足）。
劇中語られる「黒豹」の誕生エピソードは2つで、1つは「黒豹撃戦」の第1話（赤い国の牙を抜け）で紹介され、もう1つは「黒豹狙撃」で語られる。「法務大臣・倉脇早善」「検事総長・兵藤礼太郎」「東京地検検事正・高沢淋次郎」の3人からベレッタM92を受け取るのはどちらも同じだが、その場所が異なり、「黒豹狙撃」では深夜の倉脇法相の別邸である。

### 重要人物
高浜 沙霧（たかはま さぎり）
黒木の2代目秘書。黒木を心から愛し、場合によっては黒木に代わって戦うスーパーレディ。法医学の専門知識も兼ね備えている。シリーズを通し黒木豹介にとって最もかけがえのない女性。愛用銃：モーゼルM1910、ワルサーP88、S&W M469、ベレッタM950B。
倉脇 早善（くらわき そうぜん）
第1巻から第14巻まで法務大臣を歴任し、第14巻で暗殺された伊達平三郎総理大臣の後を受け第15巻（黒豹スペースコンバット）から総理大臣に就任する。黒木豹介の最大の理解者。

### 協力者
寿蓮（じゅれん）
仁礼寺住職。黒木の拳法および心の師。
白瀬 明日香（しらせ あすか）
第9巻(黒豹皆殺し)で登場し同巻で黒豹を庇い射殺される。黒木が愛した女性の一人で、その他の巻でも忘れられぬ人としてたびたび登場する。
セーラ・ベルゲーテ
小国ギリスロンの女性皇帝。黒木を愛するようになる。
美浦 由紀（みうら ゆき）
初代の秘書、警察庁刑事局からの派遣。階級は警部補。元夫はある事件にて殉職。黒木と行動を共にするうちに彼を愛するようになるが「黒豹撃戦」の第7話（月下の赤い豹）にて殉職。

## 黒豹シリーズ
1. 黒豹撃戦
2. 黒豹狙撃
3. 帝王コブラ
4. 黒豹叛撃
5. 帝王コブラ2
6. 黒豹伝説
7. 吼える銀狼
8. 黒豹ゴリラ
9. 黒豹皆殺し
10. 黒豹列島
11. 皇帝陛下の黒豹
12. 黒豹必殺
13. さらば黒豹
14. 黒豹キルガン
15. 黒豹スペース・コンバット
16. 黒豹夢想剣
17. 黒豹忍殺し
18. 黒豹ダブルダウン
19. 黒豹ラッシュダンシング
20. 黒豹奪還